# Lista siturilor arheologice din județul Tulcea - R
Lista siturilor arheologice din județul Tulcea - R conține toate siturile arheologice din județul Tulcea înscrise în Repertoriul Arheologic Național (RAN) și aflate în localități al căror nume începe cu litera R. RAN este administrat de Ministerul Culturii și Patrimoniului Național și cuprinde date științifice, cartografice, topografice, imagini și planuri, precum și orice alte informații privitoare la zonele cu potențial arheologic, studiate sau nu, încă existente sau dispărute.
Puteți căuta un sit din localitățile care încep cu litera R folosind formularul de mai jos sau puteți naviga prin toate siturile din județ la Lista siturilor arheologice din județul Tulcea.
| Cod RAN                                | Denumire | Localitate                                | Adresă                        | Datare          | Descoperit | Coordonate                                    | Imagine           | Erori            |
| -------------------------------------- | --- | ----------------------------------------- | ----------------------------- | --------------- | ---------- | --------------------------------------------- | ----------------- | ---------------- |
| 160706.01.01 (Cod LMI: TL-I-s-B-05888) | Fortificația romană de la Rachelu-în marginea de N a satului / ansamblu anonim (Categorie: locuire militară) (Tip: Fortificație) | sat Rachelu, comuna Luncavița             | În marginea de N a satului    | romană          |            |                                               | Încărcați imagine | Raportați eroare |
| 160706.02.01 (Cod LMI: TL-I-s-B-05889) | Așezarea medievală de la Rachelu-în marginea de vest a satului / ansamblu anonim (Categorie: locuire civilă) (Tip: Așezare)      | sat Rachelu, comuna Luncavița             | în marginea de vest a satului | sec. XV-XVIII   |            |                                               | Încărcați imagine | Raportați eroare |
| 160010.04.01 (Cod LMI: TL-I-s-B-05892) | Așezarea romană de la Rahman - "La Baba Caira" / ansamblu anonim (Categorie: locuire civilă) (Tip: Așezare)                      | sat Rahman, comuna Casimcea               | La Baba Caira                 |                 |            |                                               | Încărcați imagine | Raportați eroare |
| 160010.02.01 (Cod LMI: TL-I-s-B-05890) | Așezarea Latene de la Rahman / ansamblu anonim (Categorie: locuire civilă) (Tip: Așezare)                                        | sat Rahman, comuna Casimcea               |                               | geto-dacică     |            |                                               | Încărcați imagine | Raportați eroare |
| 160010.03.01 (Cod LMI: TL-I-s-B-05891) | Așezarea romană de la Rahman / ansamblu anonim (Categorie: locuire civilă) (Tip: Așezare)                                        | sat Rahman, comuna Casimcea               |                               |                 |            |                                               | Încărcați imagine | Raportați eroare |
| 160902.01.01                           | Situl arheologic de la Rândunica / ansamblu anonim (Categorie: locuire civilă) (Tip: Așezare)                                    | sat Rândunica, comuna Mihail Kogălniceanu |                               | elenistică      | 2005       |                                               | Încărcați imagine | Raportați eroare |
| 160902.01.02                           | Situl arheologic de la Rândunica / ansamblu anonim (Categorie: locuire civilă) (Tip: Așezare)                                    | sat Rândunica, comuna Mihail Kogălniceanu |                               |                 | 2005       |                                               | Încărcați imagine | Raportați eroare |
| 160029.01.01                           | Așezarea Latene de la Războieni / ansamblu anonim (Categorie: locuire) (Tip: Așezare)                                            | sat Războieni, comuna Casimcea            |                               | elenistică      |            |                                               | Încărcați imagine | Raportați eroare |
| 160010.01.01                           | Situl arheologic de la Rahman / ansamblu anonim (Categorie: așezare) (Tip: Așezare)                                              | sat Rahman, comuna Casimcea               |                               | Gumelnița       |            | 44°47′04″N 28°16′18″E / 44.78444°N 28.27167°E | Încărcați imagine | Raportați eroare |
| 160010.01.02                           | Situl arheologic de la Rahman / ansamblu anonim (Categorie: așezare) (Tip: Așezare)                                              | sat Rahman, comuna Casimcea               |                               |                 |            | 44°47′04″N 28°16′18″E / 44.78444°N 28.27167°E | Încărcați imagine | Raportați eroare |
| 160010.01.03                           | Situl arheologic de la Rahman / ansamblu anonim (Categorie: așezare) (Tip: Așezare)                                              | sat Rahman, comuna Casimcea               |                               |                 |            | 44°47′04″N 28°16′18″E / 44.78444°N 28.27167°E | Încărcați imagine | Raportați eroare |
| 160010.01.04                           | Situl arheologic de la Rahman / ansamblu anonim (Categorie: așezare) (Tip: Așezare)                                              | sat Rahman, comuna Casimcea               |                               |                 |            | 44°47′04″N 28°16′18″E / 44.78444°N 28.27167°E | Încărcați imagine | Raportați eroare |
| 160706.03.01                           | Situl arheologic de la Rachelu / ansamblu anonim (Categorie: locuire) (Tip: Tumul)                                               | sat Rachelu, comuna Luncavița             |                               |                 |            | 45°17′15″N 28°18′57″E / 45.2875°N 28.31583°E  | Încărcați imagine | Raportați eroare |
| 160706.03.02                           | Situl arheologic de la Rachelu / ansamblu anonim (Categorie: locuire) (Tip: Așezare)                                             | sat Rachelu, comuna Luncavița             |                               | sec. XIII - XIX |            | 45°17′15″N 28°18′57″E / 45.2875°N 28.31583°E  | Încărcați imagine | Raportați eroare |
| 160706.03.03                           | Situl arheologic de la Rachelu / ansamblu anonim (Categorie: locuire) (Tip: necropola)                                           | sat Rachelu, comuna Luncavița             |                               | sec. XIX        |            | 45°17′15″N 28°18′57″E / 45.2875°N 28.31583°E  | Încărcați imagine | Raportați eroare |